# Stary Cmentarz w Przeworsku
Stary Cmentarz w Przeworsku – nekropola znajdująca się przy ul. Tysiąclecia w Przeworsku, założona w 1866. Najstarsze zabytkowe nagrobki pochodzą z XIX wieku i charakteryzują się dużymi walorami artystycznymi. Cmentarz wpisany jest do rejestru zabytków.

## Pochowani na cmentarzu
- bp Bolesław Taborski, sufragan przemyski (wraz z rodzicami i siostrą)
- ks. prał. Adam Ablewicz, proboszcz parafii pw. Ducha Świętego w latach 1964–1989
- ks. prał. Roman Penc, proboszcz parafii pw. Ducha Świętego w latach 1936–1963
- ks. prał. Leon Gondelowski, proboszcz parafii pw. Ducha Świętego w latach 1907–1936
- ks. ppłk Franciszek Kędziora, kapelan Wojska Polskiego
- Antoni Rarogiewicz, rzeźbiarz
- Wilhelm Chwałek, przeworski geodeta
- Leon Trybalski, działacz kulturalno-oświatowy
- Walenty Rybacki, burmistrz Przeworska w latach 1921–1934
- Władysław Kojder, działacz ruchu ludowego
- Aurelia Kojdrowa, działaczka ruchu ludowego, żona Władysława
- Henryk Jankowski (lekarz), założyciel Szpitala w Przeworsku
- Józef Benbenek, regionalista, twórca Muzeum w Przeworsku
- Maria z Lubomirskich Benedyktowa Tyszkiewiczowa († 1942), córka II ordynata przeworskiego Jerzego Henryka Lubomirskiego
- Zygmunt hr. Szembek († 1907), ojciec sługi Bożego ks. Włodzimierza Szembeka SBD
- Bartłomiej Golankiewicz, oficer wojsk polskich w Powstaniu styczniowym
- Erazm Horoch, oficer wojsk polskich w powstaniu listopadowym, zmarł na emigracji pod nazwiskiem Józef Dąbrowski
- Antoni Tyszarski, uczestnik walk o Monte Cassino
- Kazimierz Koczocik, dyrektor szkoły męskiej w Przeworsku
- Stanisław Żuk, twórca Skansenu Pastewnik
- Filip Malina, lekarz
- Kazimierz Karp, nauczyciel, matematyk, dyrektor Liceum Ogólnokształcącego w Przeworsku w latach 1976-1997
- Władysław Świtalski (1874-1936) – burmistrz Przeworska w latach 1898–1918, honorowy obywatel miasta
- Kazimierz Zawilski (1874-1938) – burmistrz Przeworska w latach 1918–1921, honorowy obywatel miasta
- Marcin Głąb (1889-1966) – burmistrz Przeworska w latach 1934–1939
- Marian Patronowicz (1905-1973) – major artylerii konnej wojsk polskich
- dr Leon Pieniążek, adwokat
- por. Roman Domka (1933-1957), lotnik

Na cmentarzu znajduje się jeden grób ujęty w Ewidencji Grobów Weteranów Walk o Wolność i Niepodległość Polski - spoczywa w nim Stanisław Kostka (1898-1944), żołnierz Batalionów Chłopskich, członek Ludowej Straży Bezpieczeństwa, zamordowany wraz z żoną Agatą i synem Józefem przez Niemców (sektor B2, rząd 15, grób 9).

## Galeria

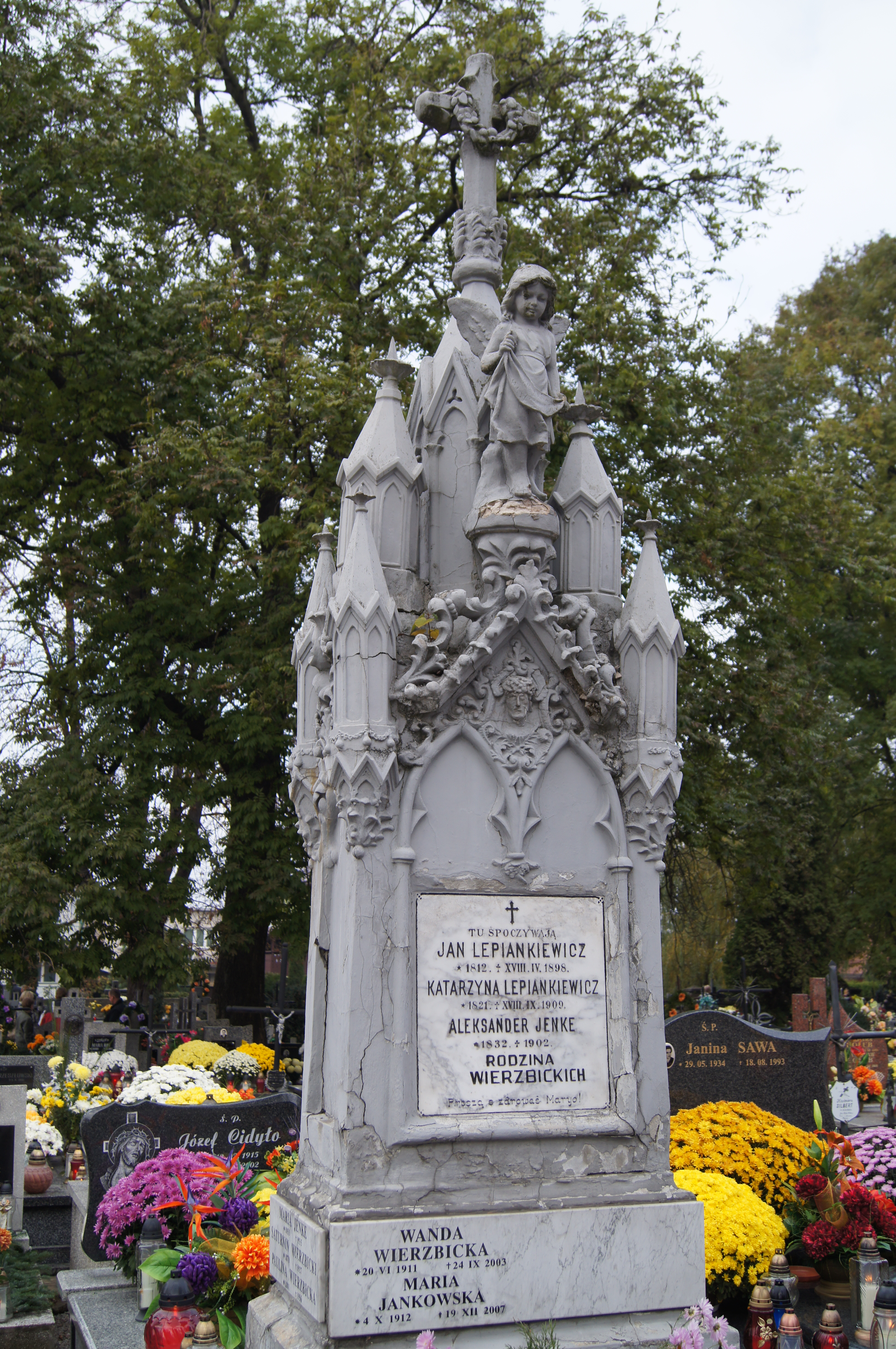
Neogotycki nagrobek rodziny Lepiankiewiczów
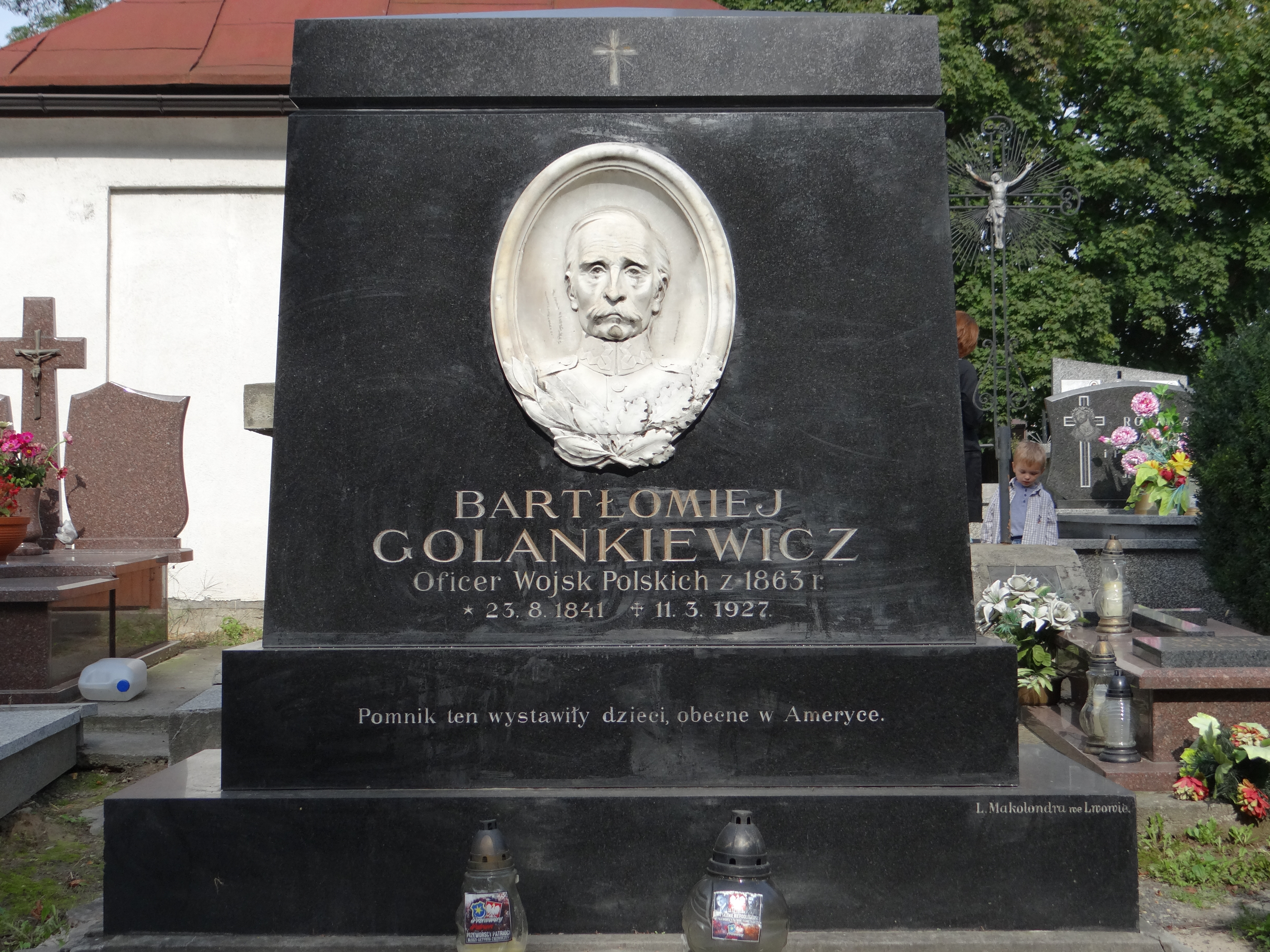
Nagrobek Bartłomieja Golankiewicza, uczestnika powstania styczniowego
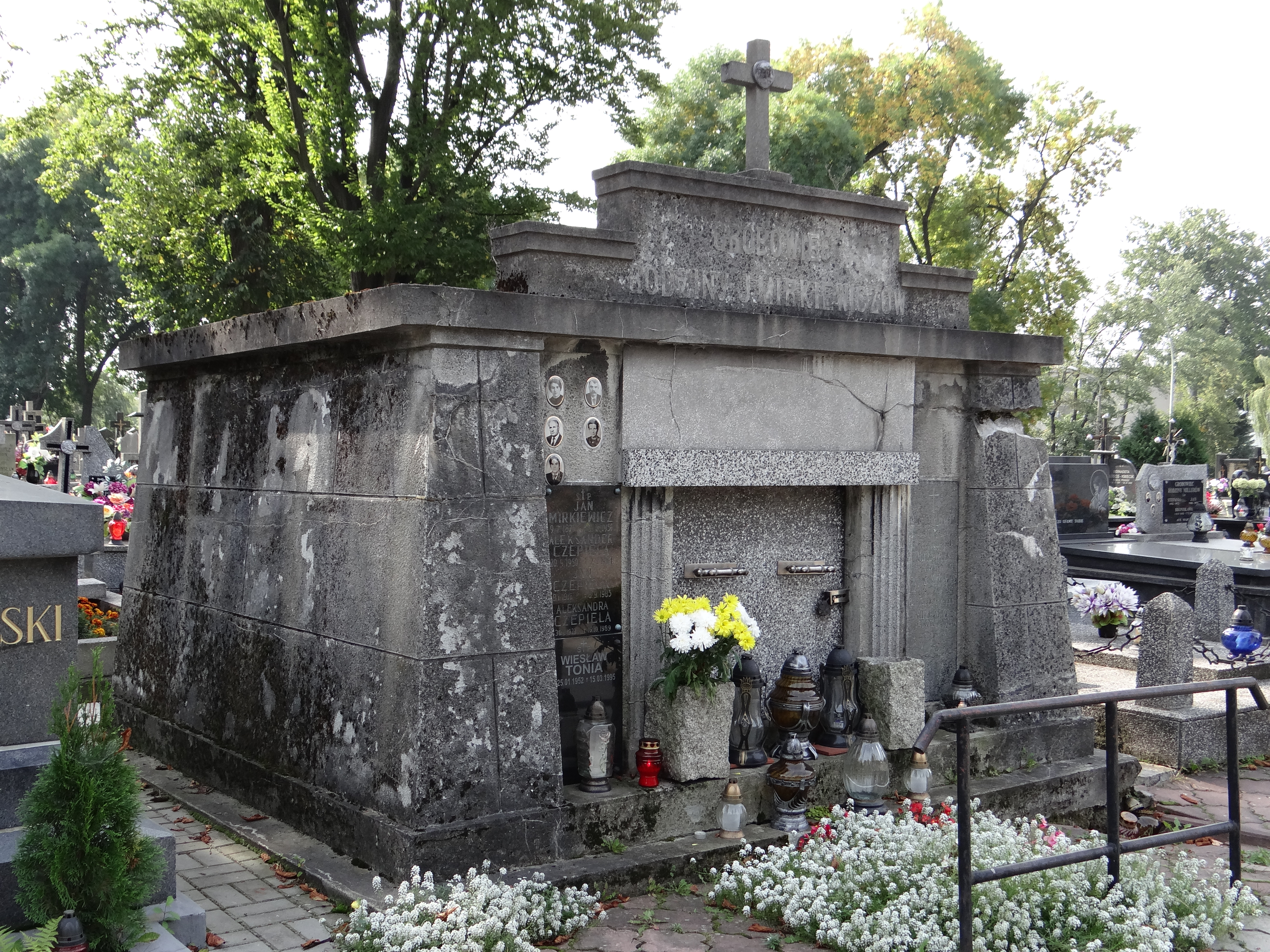
Grobowiec rodziny Mirkiewiczów z pocz. XX w.
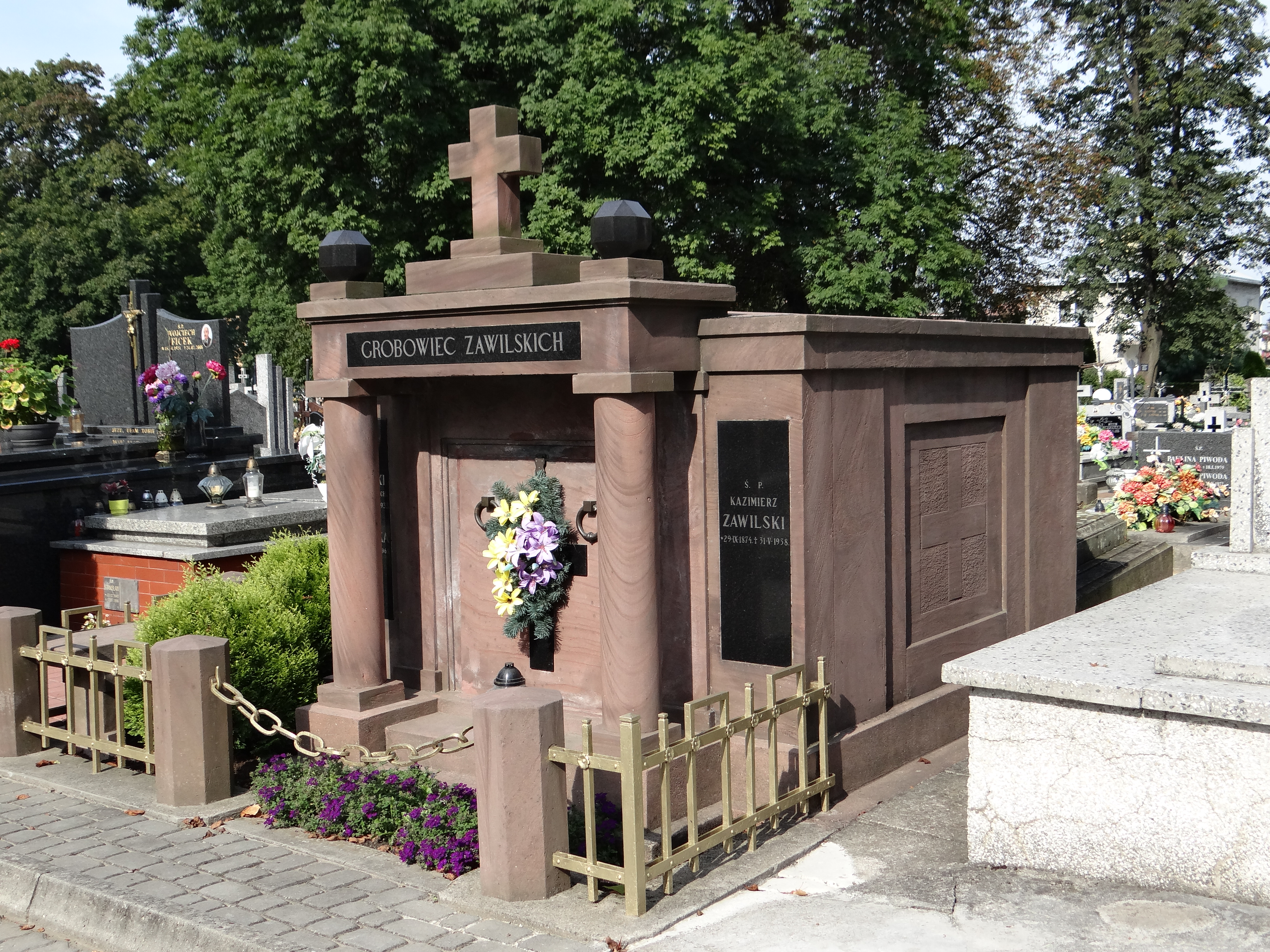
Grobowiec rodziny Zawilskich z pocz. XX w.
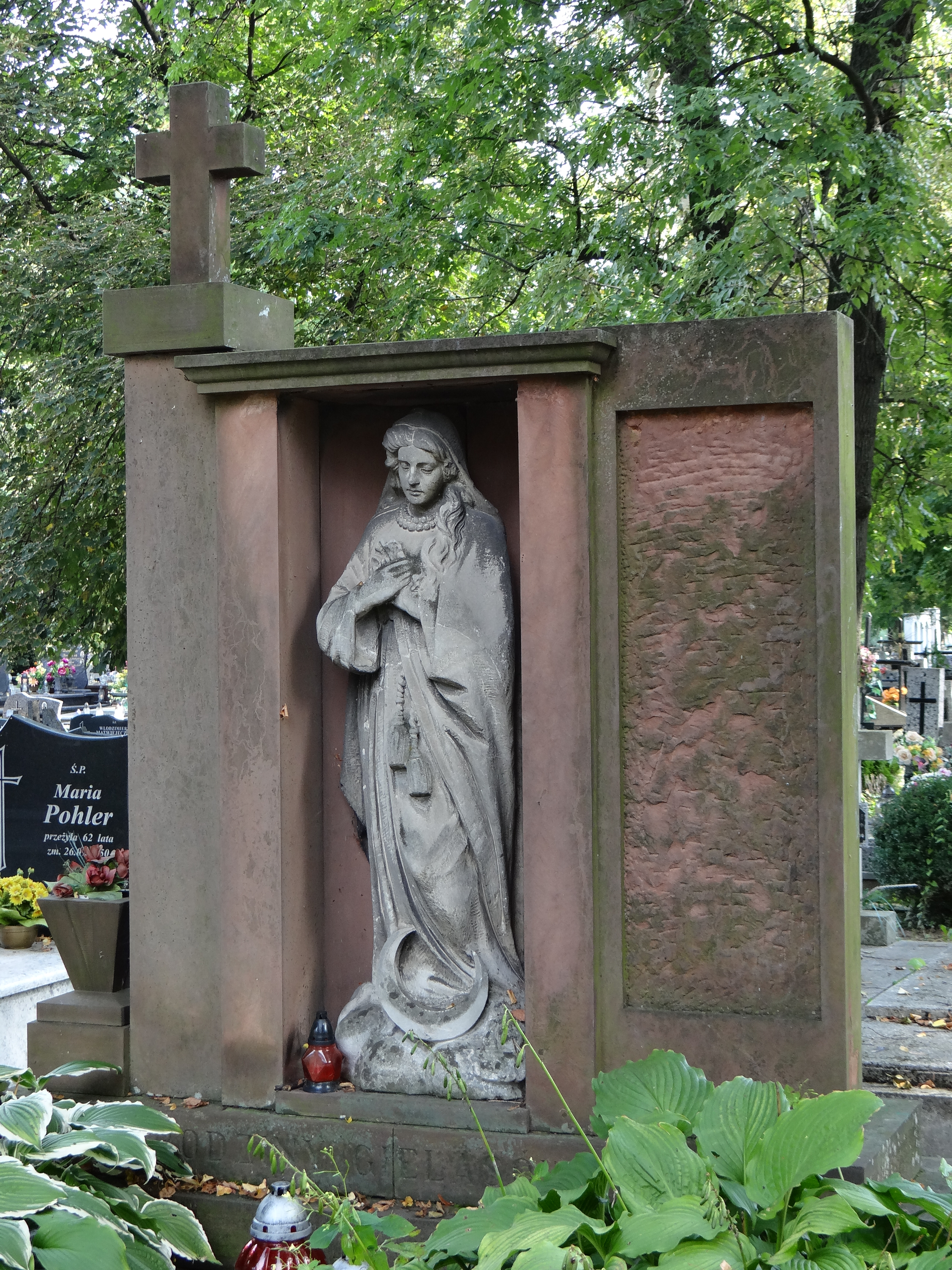
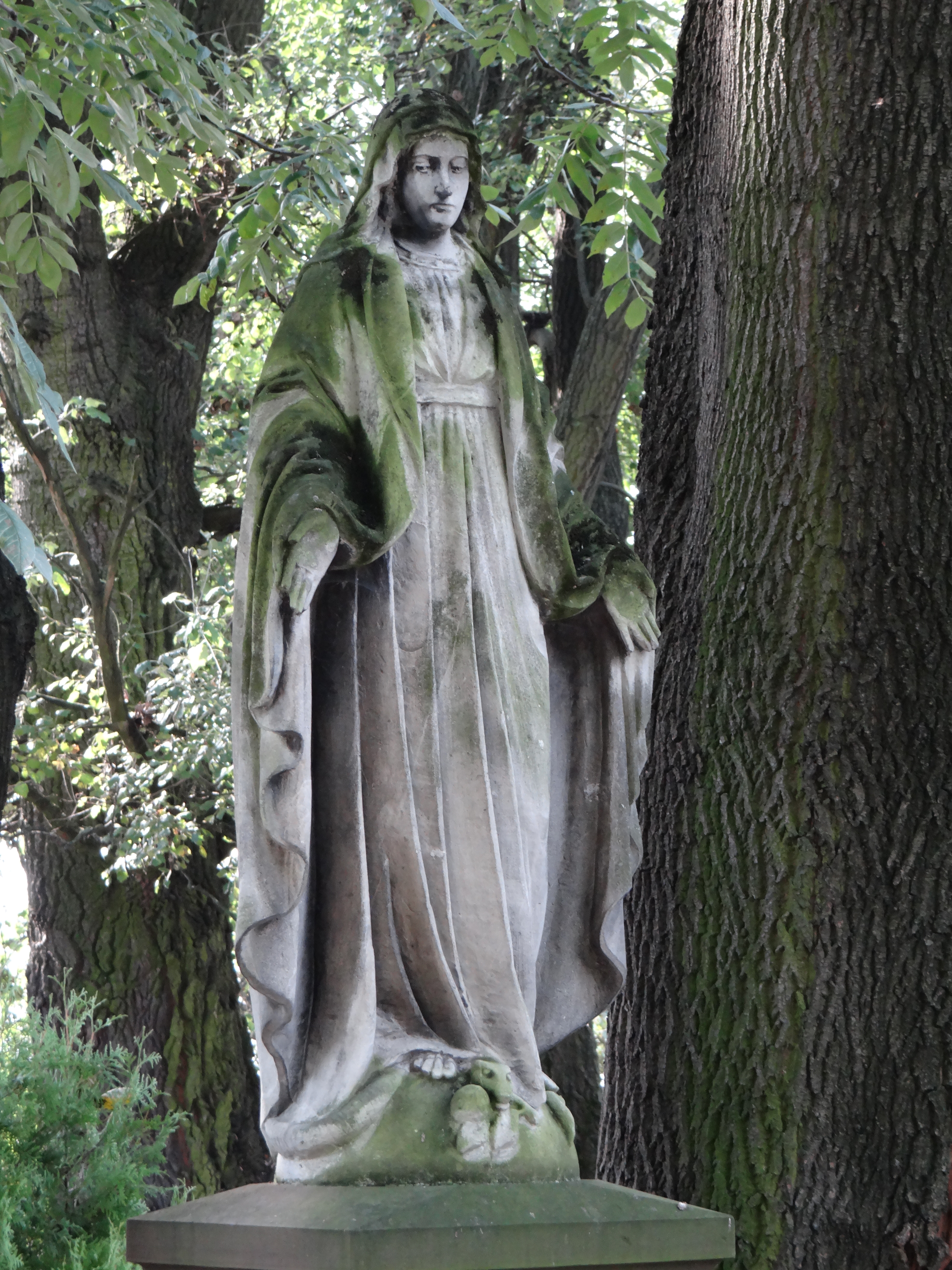
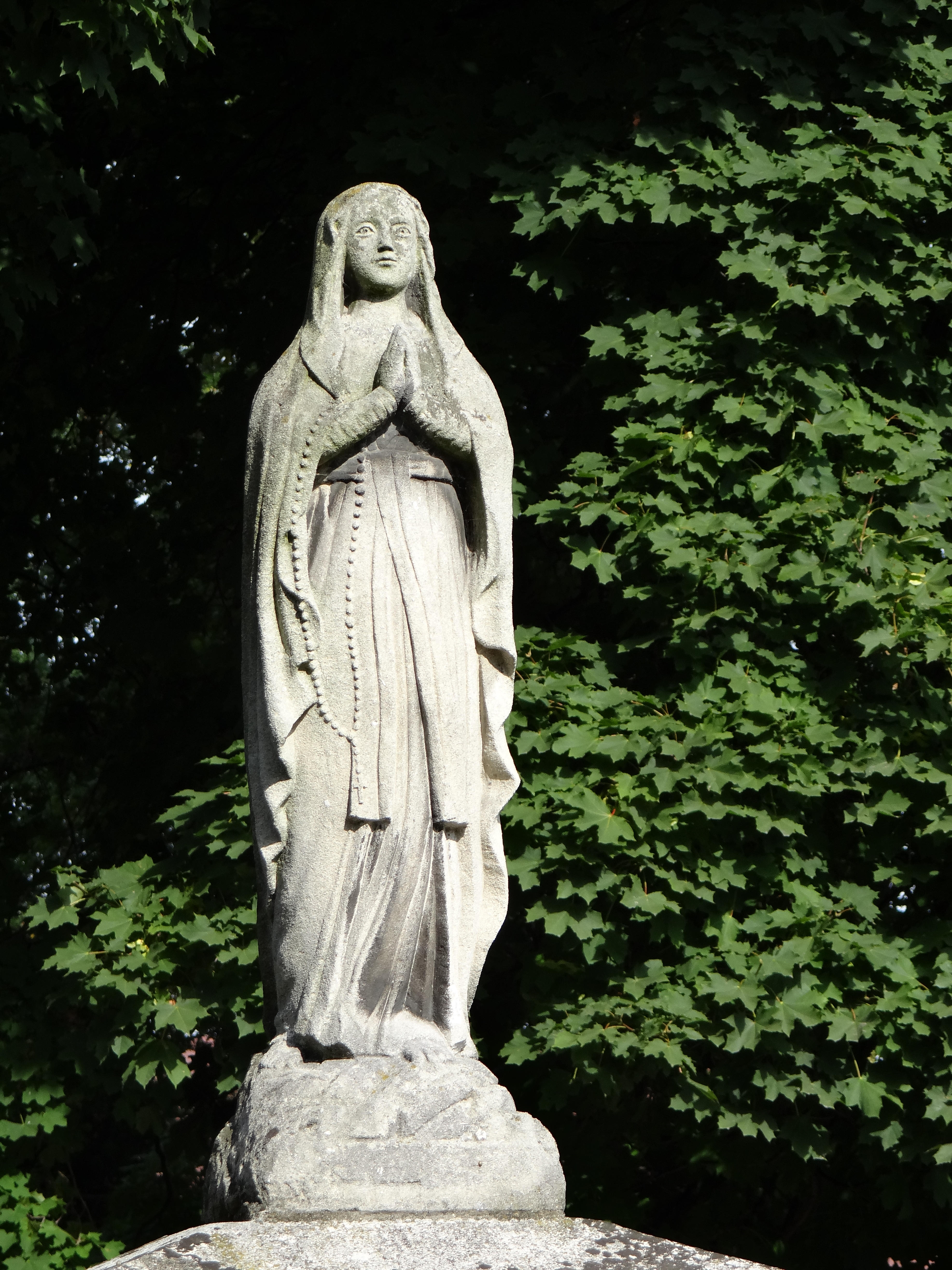
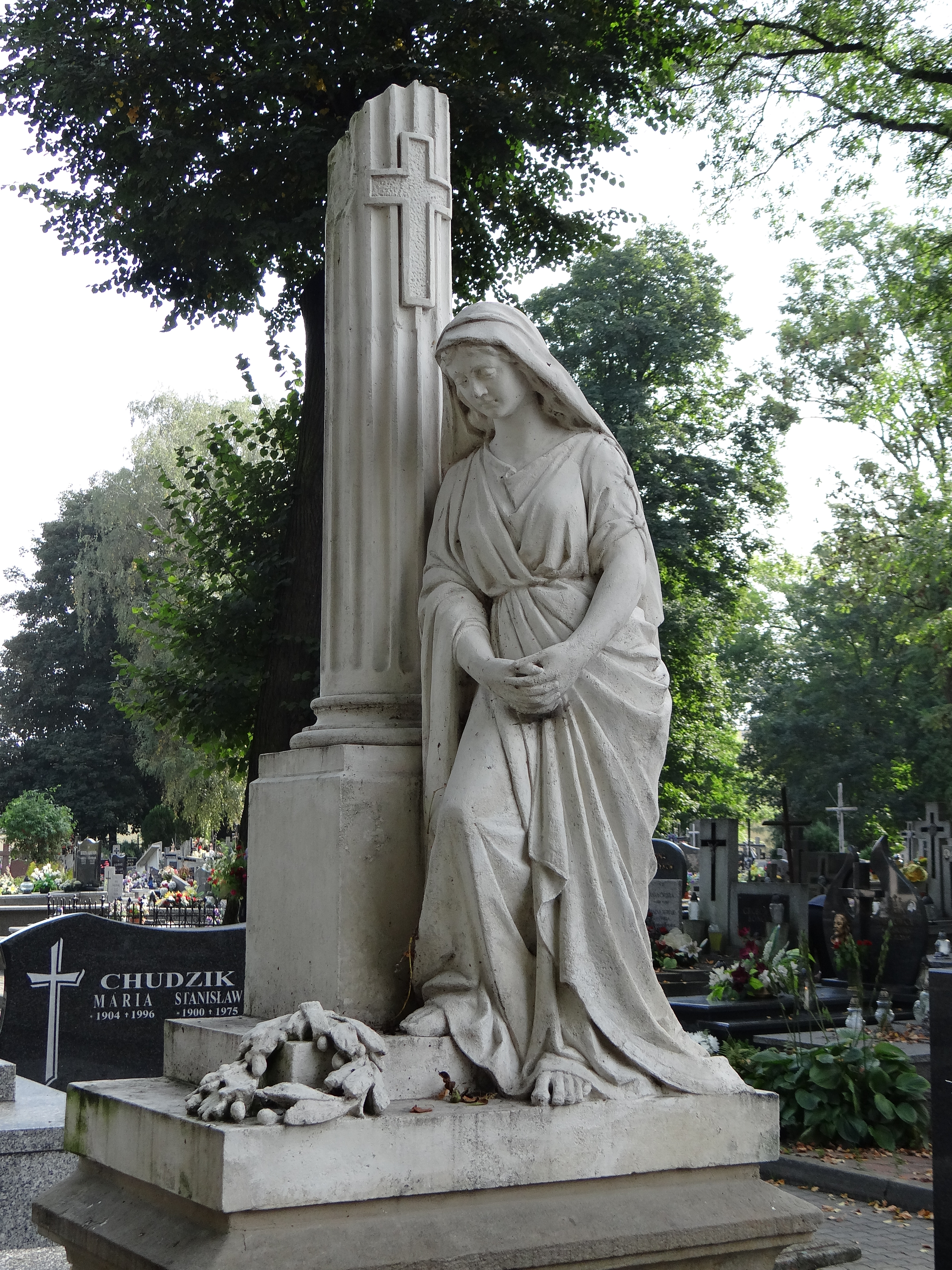
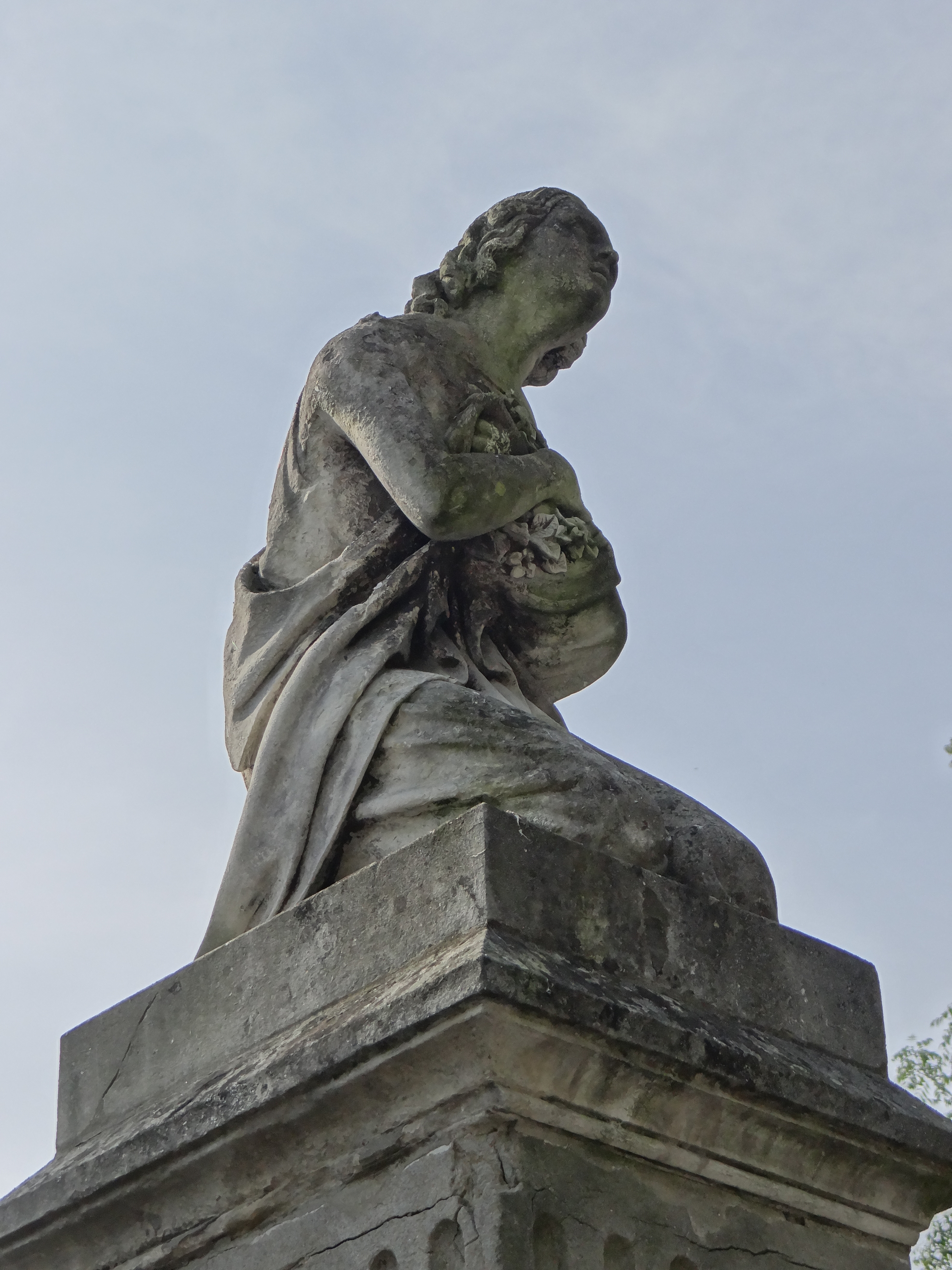
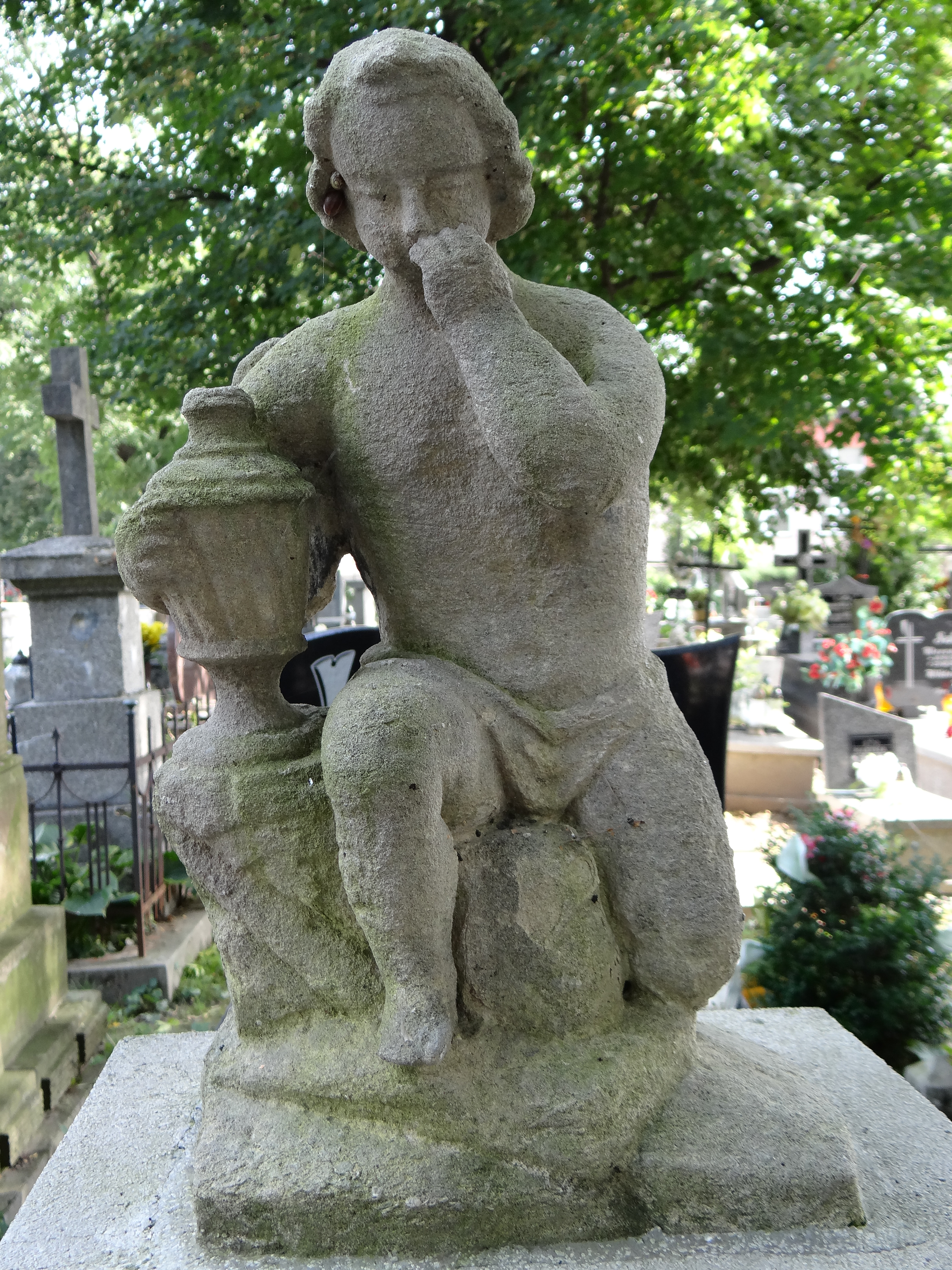
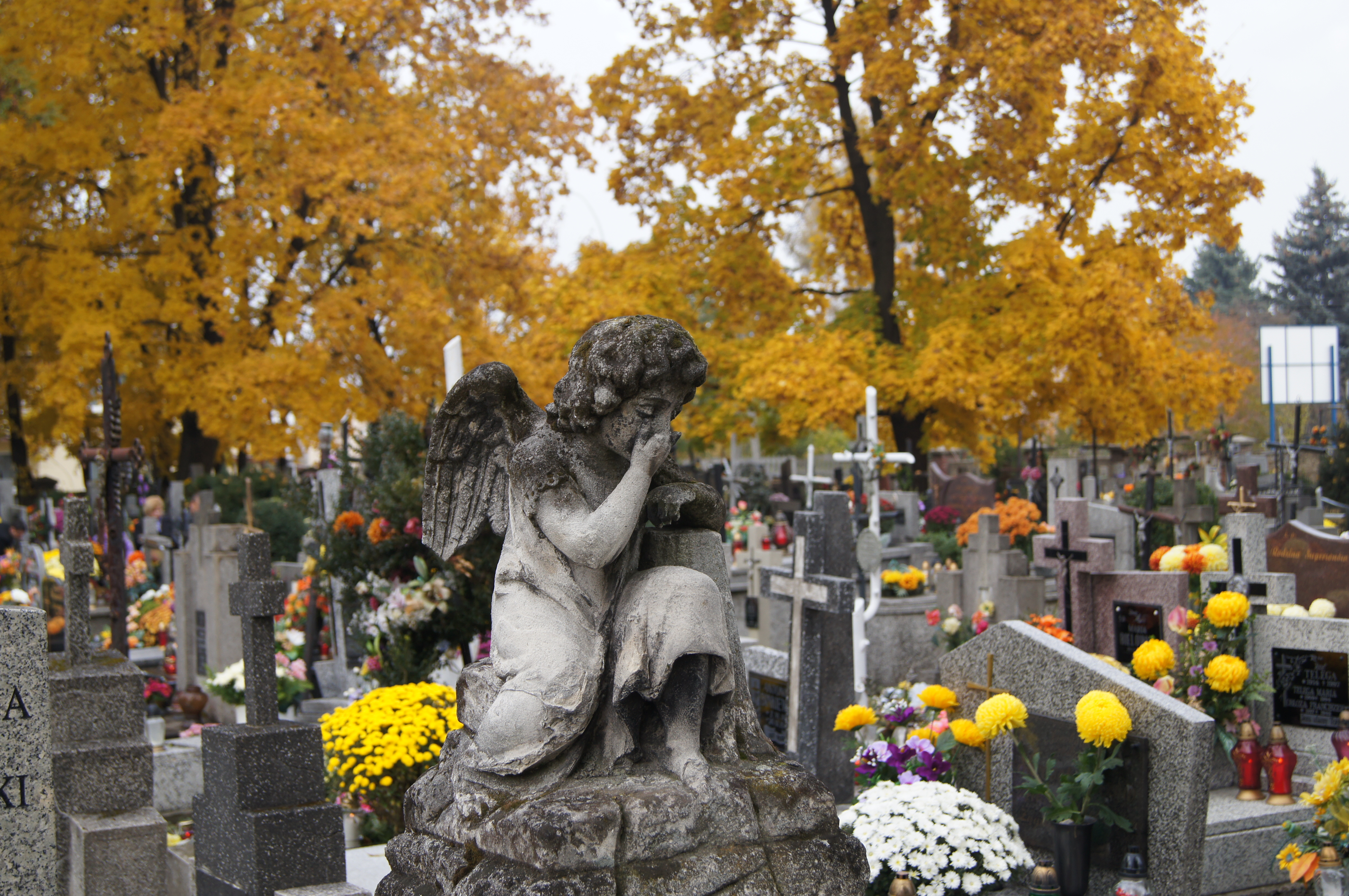
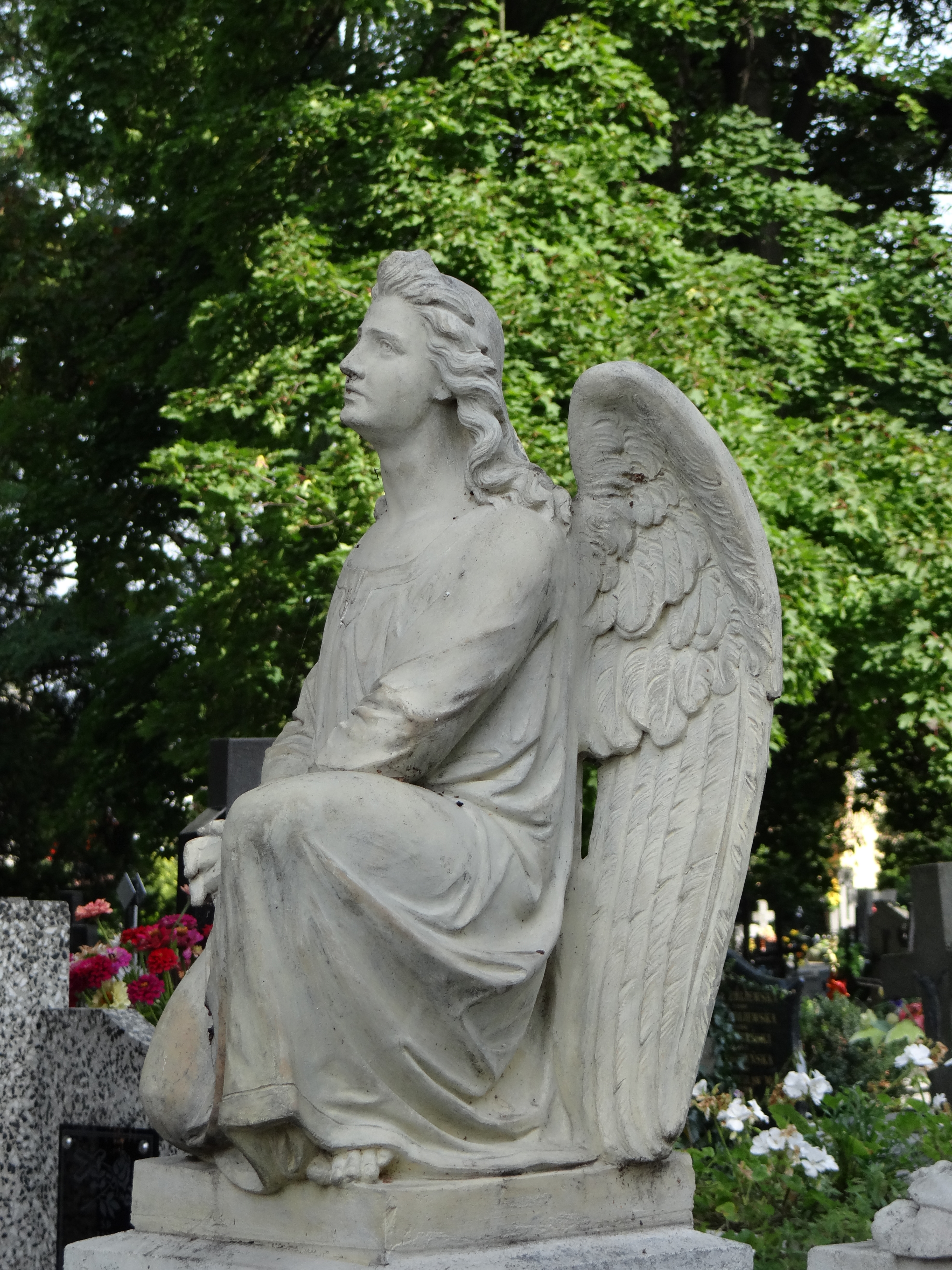
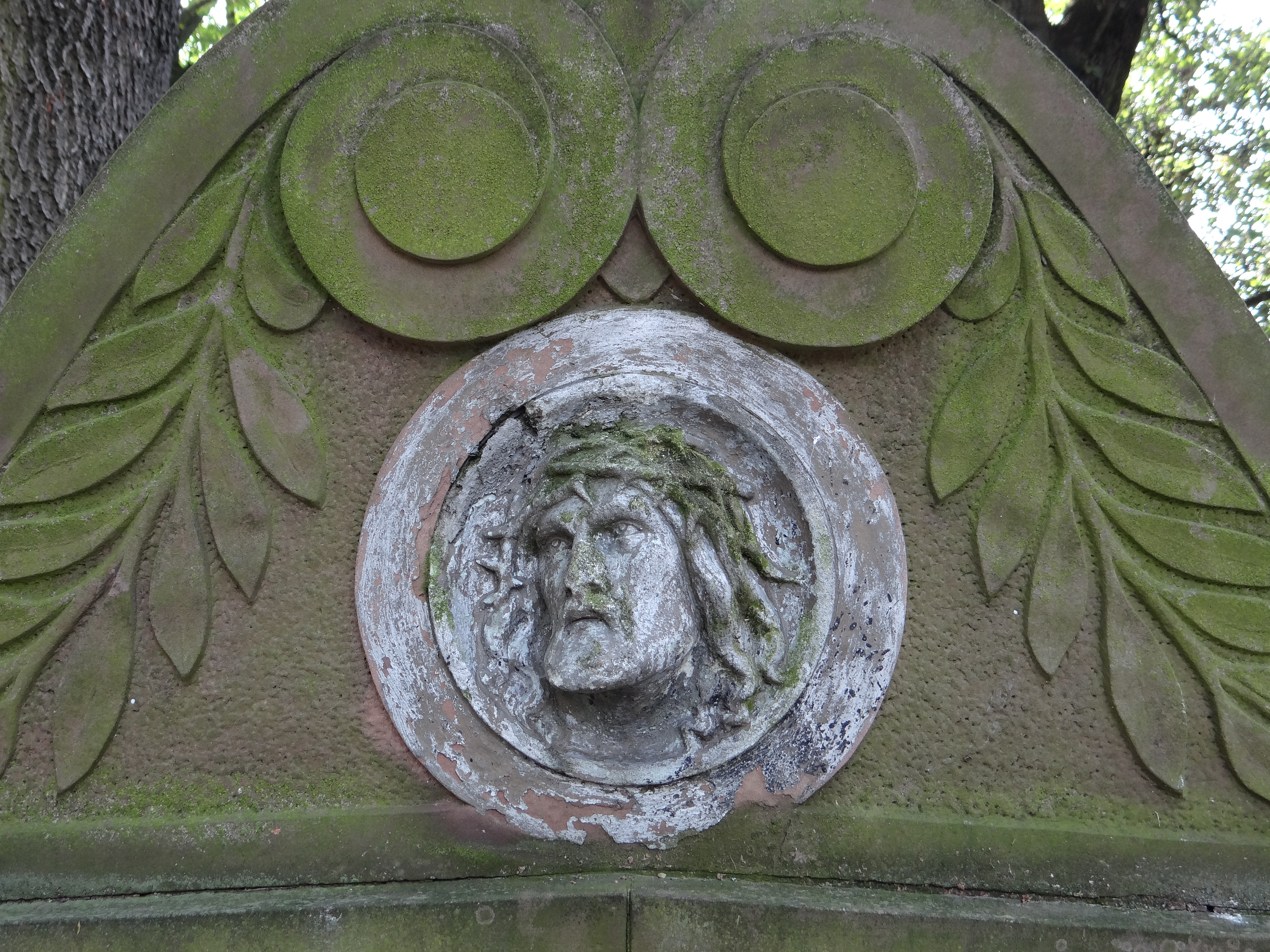
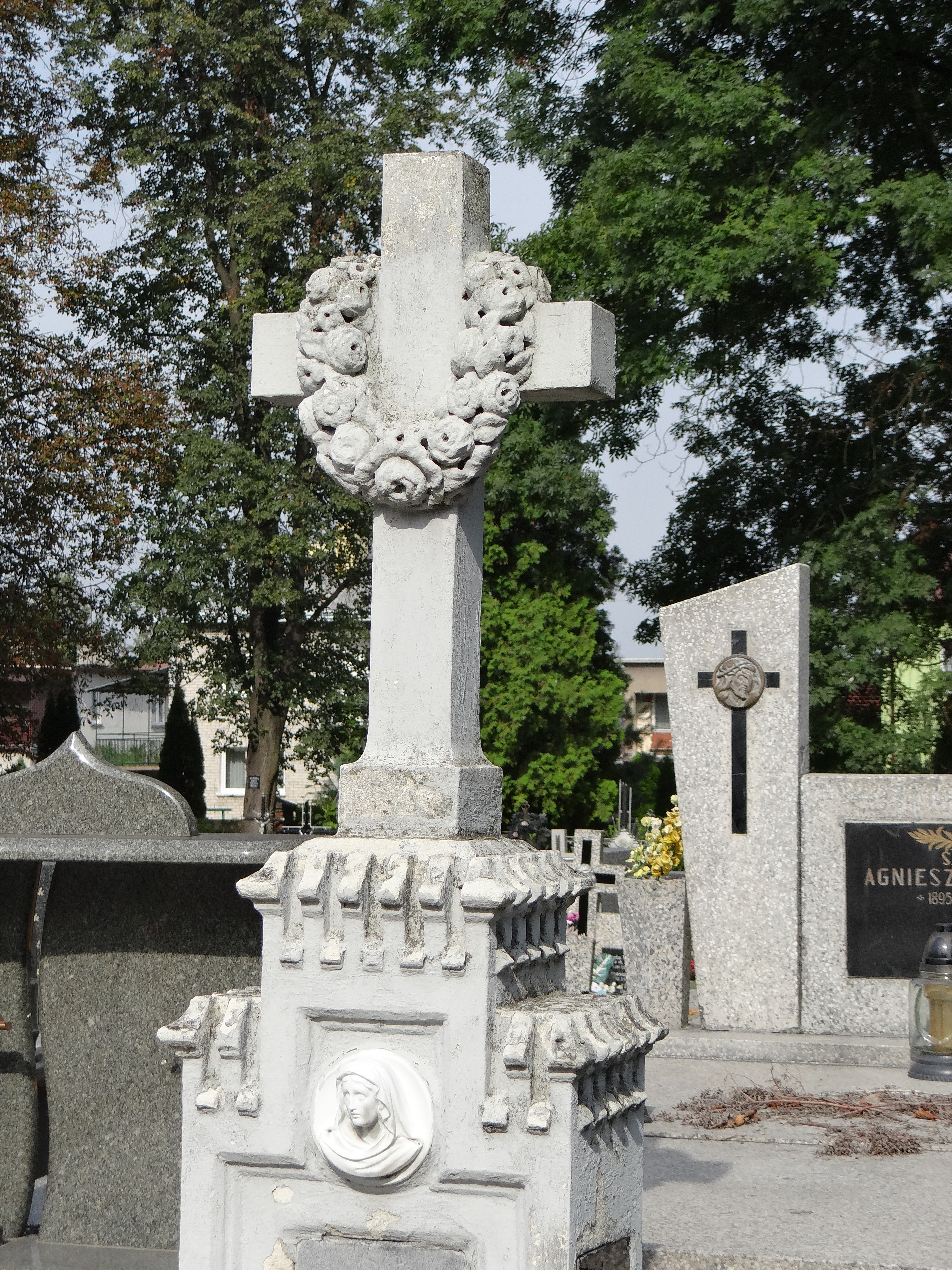
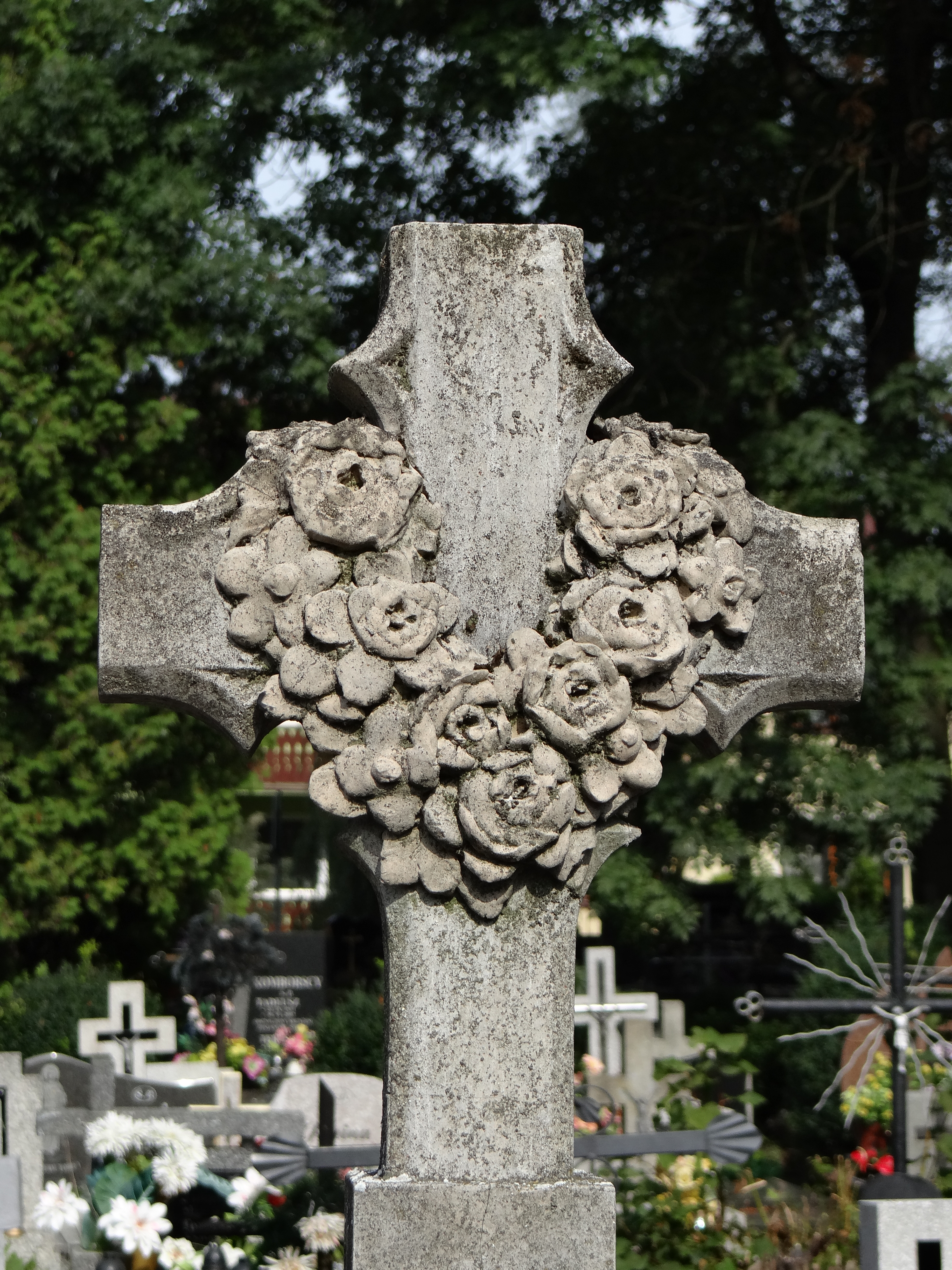
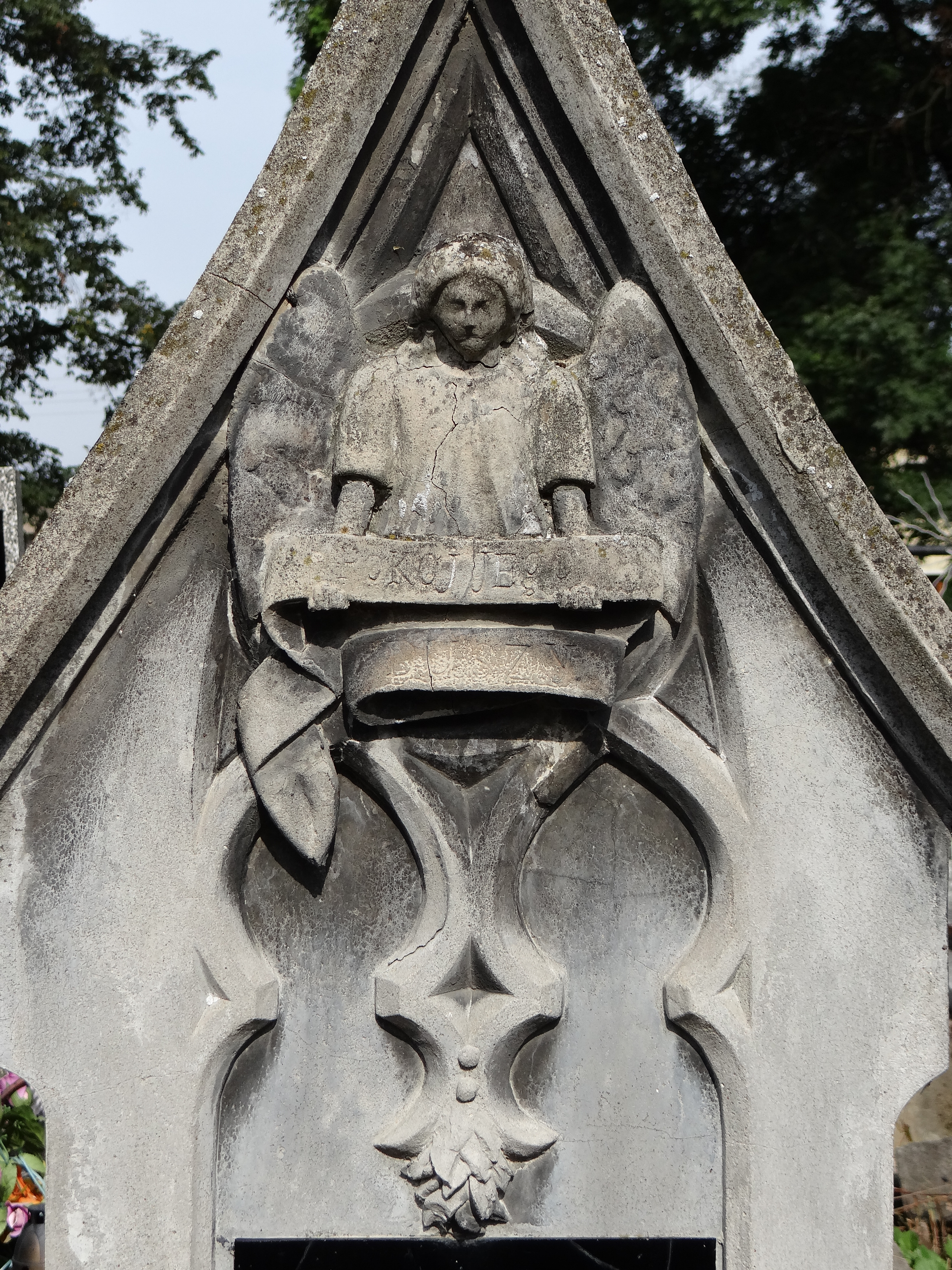